# Otto Ferdinand Best

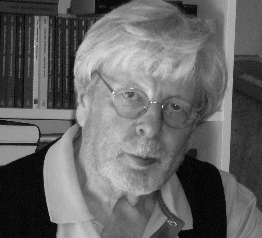
Otto F. Best

Otto Ferdinand Best (* 28. Juli 1929 in Steinheim am Main; † 4. März 2008 in Reutlingen), Autorenname Otto F. Best, war ein deutscher Germanist, Lektor und Übersetzer.

## Leben
Best studierte Germanistik, Romanistik und Philosophie in Frankfurt am Main, Toulouse, Dijon und München. Er arbeitete als Lektor bei den Verlagen Suhrkamp, Insel, Fischer und Piper sowie als Übersetzer. Er übersetzte Werke von Jean Giraudoux und die Memoiren von Charles de Gaulle. Best lehrte mehrere Jahre Jiddistik an der Universität München. 1968 wurde er Professor für Deutsche und Vergleichende Literaturwissenschaft an der University of Maryland, USA. Best hat zahlreiche kulturgeschichtliche und literaturwissenschaftliche Bücher veröffentlicht.
Bekannt wurde Best durch Sachbücher und durch seine Tätigkeit als Lektor für Heinrich Böll, Paul Celan, Thomas Bernhard und Stefan Andres. Seine Reclam-Reihe „Die deutsche Literatur in Text und Darstellung“ in 16 Bänden und sein „Handbuch Literarischer Fachbegriffe“ sind Klassiker in der Germanistik geworden. Während seiner Tätigkeit als Universitätsprofessor in USA veröffentlichte er zahlreiche Bücher zur Literaturwissenschaft. Nach seiner Emeritierung 1997 befasste sich Best mit dem Phänomen des Kusses (Philematologie).

## Veröffentlichungen
Autor
- 1971: Peter Weiss. Vom existenzialistischen Drama zum marxistischen Welttheater. Eine kritische Bilanz. Francke, Bern/München ISBN 377200895X
- 1972: Handbuch literarischer Fachbegriffe. Fischer, Frankfurt ISBN 3-59-626478-2
- 1978: Das verbotene Glück. Kitsch und Freiheit in der deutschen Literatur. Piper, Munchen Zürich
- 1980: Abenteuer – Wonnetraum aus Flucht und Ferne. Geschichte und Deutung. Frankfurt am Main
- 1982: Bertolt Brecht. Weisheit und Überlegen. Suhrkamp, Frankfurt am Main
- 1988: Mame-Loschen. Jiddisch – eine Sprache und ihre Literatur. Insel, Frankfurt am Main
- 1998: Die blaue Blume im englischen Garten: Romantik – ein Mißverständnis? Fischer, Frankfurt am Main
- 1998: Der Kuss. Eine Biographie. Unter Mitarbeit von Wolfgang M. Schleidt. Fischer, Frankfurt am Main ISBN 3-10-005208-0
- 2001: Die Sprache der Küsse. Eine Spurensuche. Koehler & Amelang, München ISBN 3-7338-0318-3
- 2002: Der Lippen süßer Eros. Kußgedichte. Manesse, Zürich ISBN 3-7175-4020-3
- 2003: Vom Küssen. Ein sinnliches Lexikon. Reclam, Leipzig ISBN 3-37920056-5

Herausgeber
- 1957: Deutsche Lyrik und Prosa nach 1945 (S. Fischer Schulausgaben moderner Autoren). S. Fischer, Berlin und Frankfurt am Main.
- 1977: Die deutsche Literatur. Ein Abriß in Text und Darstellung. 16 Bände; gemeinsam mit Hans-Jürgen Schmitt. Reclam, Stuttgart.
- 1980: Das Groteske in der Dichtung. WBG, Darmstadt ISBN 3-53406187-X